# Клинський проспект
Клинський проспект (рос. Кли́нский проспект) — проспект в Адміралтейському районі Санкт-Петербурга. Проходить від Рузовської вулиці до Московського проспекту.

## Історія назви
Спочатку вулиця на місці сучасного проспекту носила назву Середня перспектива (проходила від Звенигородської вулиці до Московського проспекту). Ця назва відома з 1769 року, пов'язано з тим, що вулиця перетинала посередині слободу Семенівського полку. У 1791 році перейменований в Середній проспект, також вживалися варіанти Середній Семенівський проспект, Велика Середня вулиця, Середня вулиця.
9 грудня 1857 року проспекту надана сучасна назва Клинський проспект, згідно місту Клин в ряду інших вулиць Московської поліцейської частини, що називались відповідно до повітових міст Московської губернії.
Вулиця на місці сучасного проспекту виникла в першій половині XVIII століття. 20 серпня 1739 року вона була названа Ізмайловська (проходила від Роз'їжджої вулиці до Московського проспекту, включаючи сучасну вулицю Марата).

## Пам'ятки

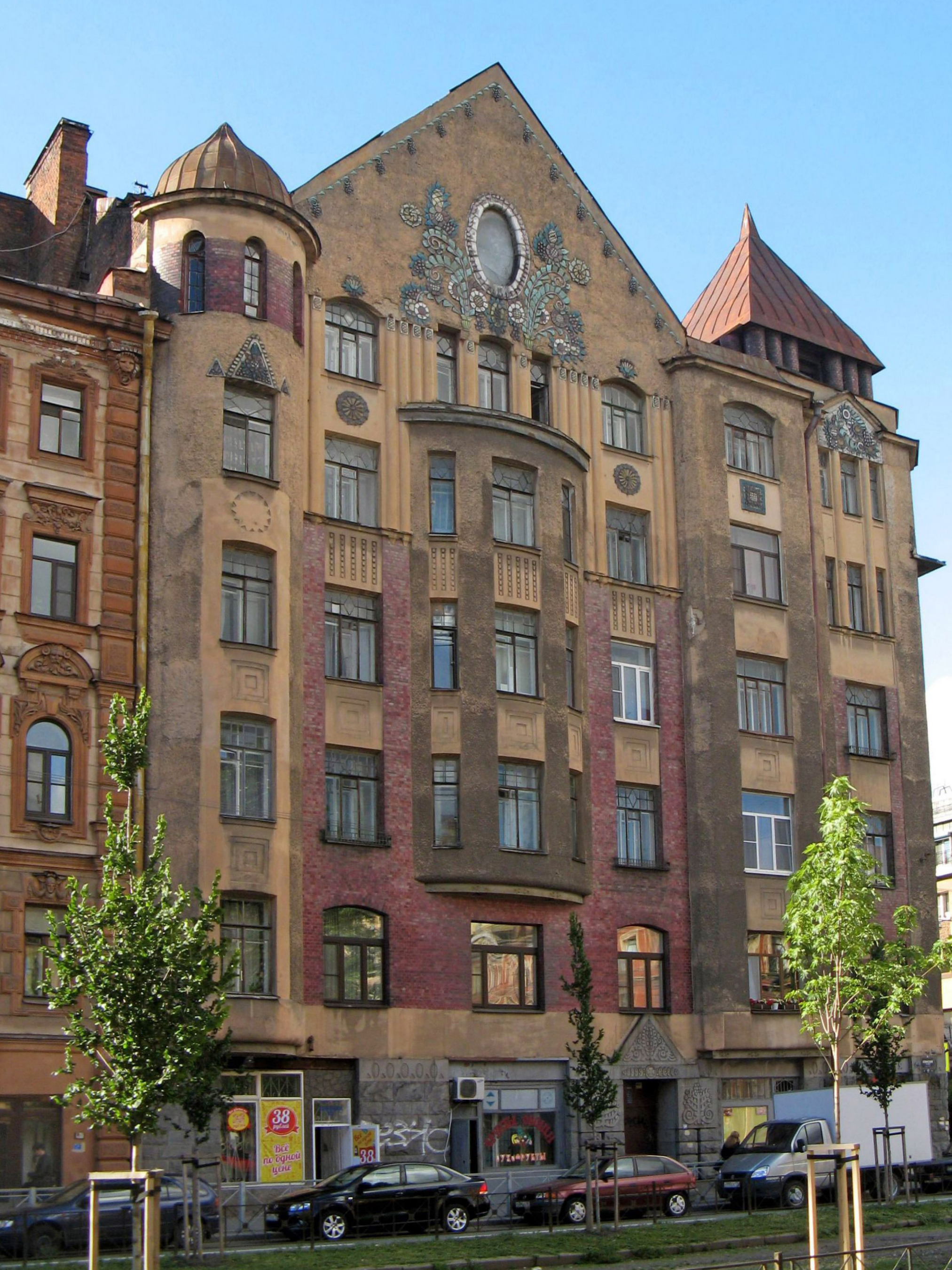
Прибутковий будинок Захарова, 1913

- Сад Олімпія.
- Будинок № 2 (Рузовська вулиця, 17) — прибутковий будинок О. П. Максимової, 1910 р, арх. О. Ф. Барановський.
- Будинок № 17 — «Будинок із соняшниками», 1913, арх. О. О. Захаров. Будівля в стилі модерн відрізняється багатством оформлення, в інтер'єрі зберігся камін, виконаний за ескізом Михайла Врубеля[2].
- Будинок № 25 — Тютюнова фабрика О. М. Шапошникова (1879—1880, арх. П. С. Самсон)[3].